# Parthenicus juniperi
Parthenicus juniperi är en insektsart som först beskrevs av Heidemann 1892.  Parthenicus juniperi ingår i släktet Parthenicus och familjen ängsskinnbaggar. Inga underarter finns listade i Catalogue of Life.